# Sayf al-Dawla Ahmad III al-Mustansir
Pour les articles homonymes, voir Al-Mustansir.
Sayf al-Dawla (« épée de la dynastie ») ou Zafadola (mort en 1146) est le dernier souverain houdide.
Fils d'Imad al-Dawla Abdelmalik, le dernier émir huddide de Saragosse, il suit son père dans la citadelle de Rueda de Jalón ou celui-ci s'est réfugié à la suite de la prise du taïfa de Saragosse par les Almoravides en 1110. Après la mort de son père en 1130, il négocie la cession de Rueda à Alphonse VII de León et Castille : ces négociations aboutissent vers 1139 et il reçoit en échange des terres à Tolède, en Estrémadure et dans la vallée du Douro. Devenu vassal de ce roi, sa haine contre les Almoravides le fait participer aux attaques contre ceux-ci menés par les léonais.
Lors des révoltes contre les Almoravides qui suivent la mort d'Ali Ben Youssef, il se pose en représentant de l'ancienne noblesse royale en tant qu'hériter des Banû Hûd. Il entre ainsi à Cordoue, Jaén, Grenade, Murcie (1145) et Valence (1146).
Des rebelles de Baeza, Úbeda et Jaén refusant de lui payer un tribut, une expédition est envoyée par Alphonse VII pour soutenir son vassal. Mais les rebelles, se voyant perdus, se mettent sous la protection de Sayf al-Dawla, qui voit là un moyen de secouer la tutelle castillane. L'affrontement a lieu le 5 (ou le 11) février 1146 à al-Ludjdj, près d'Albacete, contre des troupes chrétiennes menées par Armengol VI d'Urgell alliées à son rival personnel, le seigneur de Cuenca Abdallah ibn Farag al-Tagri. Capturé, il est assassiné par des soldats avec son lieutenant le gouverneur de Valence Abdallah ibn Mardanis, le père du roi Loup.

## Sources
- Pascal Buresi, La frontière entre chrétienté et Islam dans la péninsule Ibérique: du Tage à la Sierra Morena (fin XIe-milieu XIIIe siècle), Publibbok, 2004.
- Pierre Guichard, Les musulmans de Valence et la Reconquête (XIe – XIIIe siècle), Damas, Institut français de Damas, 1990-1991.